# Clissold-Nunatak
Der Clissold-Nunatak ist ein markanter Nunatak auf der antarktischen Ross-Insel. Er ragt am Nordwesthang des Mount Erebus nahe dessen Gipfel auf.
Das New Zealand Geographic Board benannte ihn im Jahr 2012 nach Thomas Clissold (1886–1963), Koch bei der Terra-Nova-Expedition (1910–1913) des britischen Polarforschers Robert Falcon Scott.